# 自動車工房MYST
自動車工房MYSTは、三重県鈴鹿市を拠点とするレーシングカーコンストラクター。

## 概要
これまでFJ1600やスーパーFJに車両を供給している。主力商品のKK-S2は数々のレースで優勝している。
フォーミュラ4に参戦するKK-ZSはかつてはアルミハニカムシャーシで高剛性に定評があったが、新型F4シャーシが導入された近年でも活躍していた。

## 車体を供給しているシリーズ
- FJ1600
- スーパーFJ
- フォーミュラ4

## 製品

### スーパーFJ
- MYST KK-S
- MYST KK-SⅡ

### フォーミュラ4
- MYST KK-ZS

## 仕様

### KK-S
- エンジン：ホンダ L15A 直列4気筒 DOHC 自然吸気
- 排気量：1,500cc
- 最高出力：120PS以上
- 全長：3624mm
- 全幅：1,684mm
- 全高：1,012mm
- ホイールベース：2,300mm
- 車両重量：428kg
- 変速機：5速

### KK-ZS
- エンジン：MUGEN MF184（B18C）直列4気筒 DOHC 自然吸気
- 排気量：1,850cc
- 最高出力：180PS以上
- 変速機：5速